# بودوغوشتش (لينينغراد)
بودوغوشتش (بالروسية: Будогощь) هي مدينة في مقاطعة لينينغراد أوبلاست في روسيا.